# カルロス・ムリーリョ
カルロス・エルネスト・ムリーリョ・ドゥアルテ（Carlos Ernesto Murillo Duarte、1970年12月10日 - ）は、パナマのプロボクサー。元WBA世界ライトフライ級王者。

## 来歴
1990年5月5日、プロデビュー。7連勝でWBAフェデラテンミニマム級王座を獲得。
1991年5月23日、8月15日および1992年3月12日、8月1日、10月17日と同王座を5度防衛した。
1993年5月9日、チャナ・ポーパオインの持つWBA世界ミニマム級王座に挑戦するが判定で敗北し初黒星となった。
1994年11月19日、WBAフェデラテンライトフライ級王座の獲得に成功するとともに、パナマライトフライ級王座を獲得。
1996年1月13日、WBA世界ライトフライ級王者崔煕庸に挑戦し王座を獲得した。
1996年5月21日、2度目の防衛戦で日本の山口圭司の挑戦を受けるが判定で敗れて王座から陥落した。
1996年8月13日、山口圭司とリターンマッチで対戦するが判定で敗れ王座奪還はならなかった。
1997年9月27日、WBAフェデラテンライトフライ級王座からも陥落した。
1998年8月29日、IBFライトフライ級王座に挑戦するものの王座獲得ならず。この試合は王者の計量失格により空位の王座への挑戦となった。
2005年12月10日、沖縄で翁長吾央に初回0分58秒KO負けを喫し、現役を引退した。

## 戦績
- プロボクシング：50戦38勝（29KO）11敗（4KO）1分

## 獲得タイトル
- WBA世界ライトフライ級王座（防衛1）